# Sarymoldajew
Sarymoldajew (kasachisch und russisch Сарымолдаев; bis 1992 Kusminka) ist ein Ort im Südosten des Gebietes Schambyl in Kasachstan.

## Geografie
Sarymoldajew liegt im Süden Kasachstans im Gebiet Schambyl. Der Ort gehört zum Audan Merki und befindet sich etwa 150 Kilometer westlich von Taras und rund 100 Kilometer westlich der kirgisischen Hauptstadt Bischkek. Sarymoldajew grenzt westlich unmittelbar an den Ort Merki und nördlich an den Ort Oital. Nur etwa zehn Kilometer südlich von Sarymoldajew erhebt sich bereits das Kirgisische Gebirge, in dem etliche kleine Flüsse entspringen und dann aus dem Gebirge heraus in die Ebene fließen. Durch den Ort fließt der Fluss Qystoghan, ein Nebenfluss des Kuragaty.

## Bevölkerung
Bei der Volkszählung 1999 wurde für Sarymoldajew eine Einwohnerzahl von 8241 Menschen angegeben. Bei der Volkszählung im Jahr 2009 hatte der Ort 8422 Einwohner. Bei der letzten Volkszählung 2021 lebten 11.556 Menschen in Sarymoldajew.
| Einwohnerentwicklung               | Einwohnerentwicklung | Einwohnerentwicklung | Einwohnerentwicklung | Einwohnerentwicklung |
| 1989                               | 1999                 | 2009                 | 2021                 |                      |
| ---------------------------------- | -------------------- | -------------------- | -------------------- | -------------------- |
| 4364                               | 8241                 | 8422                 | 11.556               |                      |
| Anmerkung: Volkszählungsergebnisse |                      |                      |                      |                      |

## Verkehr
Sarymoldajew ist an das kasachische Fernstraßennetz angeschlossen. Nördlich des Ortes verläuft die Schnellstraße A2, eine wichtige Ost-West-Route im Süden des Landes. Sie führt in westlicher Richtung über Taras bis nach Schymkent und in Richtung Osten gelangt man auf ihr nach Almaty. Im nahegelegenen Merki zweigt von der A2 die Fernstraße M39 ab, die durch Sarymoldajew bis zur kirgisischen Grenze und weiter nach Bischkek führt. Etwas nördlich von Sarymoldajew gibt es einen Bahnhof an der Bahnstrecke Lugowoi–Bischkek.